# Brilliant World
「Brilliant World」（ブリリアント・ワールド）は、織田かおりの1枚目のシングル。2007年3月21日にマーベラスエンターテイメントから発売された。

## 解説
織田かおりソロとしては初のシングルとなった本作は当レコード会社の関連会社であるマーベラス・インタラクティブ制作からリリースされたニンテンドーDS用ソフト『ルミナスアーク』主題歌。

## 批評
CDジャーナルは「確かな歌唱力は、今後の展開を期待させてくれるもの」と評した。

## 収録曲
（全作詞：三井ゆきこ）
1. Brilliant World [3:53]
作曲：三留一純　編曲：光田康典・景山将太
2. Wish on [4:03]
作曲・編曲：景山将太
3. Brilliant World（Karaoke）
4. Wish on（Karaoke）